# 若纳唐·克洛斯
若纳唐·克洛斯（法語：Jonathan Clauss；1992年9月25日—），是一名法国足球运动员，场上司职右前卫，目前效力于法甲球队尼斯和法國國家足球隊。

## 俱乐部生涯
克洛斯出自故乡球队斯特拉斯堡的青训，在那里效力了十年之久，但没有获得为一线队登场的机会。后来，克洛斯辗转多支法国与德国的低级别联赛球队，直到在2017–18赛季与法乙球队克维伊鲁昂签约。2017年9月8日，在克维伊鲁昂2-3惜败沙托鲁的法乙比赛中，克洛斯完成了职业赛事首秀，还在比赛中为队友送出了一记助攻。
2018年8月，在与新东家谈判成功后，克洛斯自由转会加盟德乙球队比勒费尔德。
2020年5月，法媒《队报》报道，克洛斯将在合同到期后离开比勒费尔德，在夏季转会窗口回到故乡法国，自由身加盟法甲升班马朗斯，他将与新东家签约三年。
在2020年至2021年賽季結束後，他被職業足球運動員全國聯盟列入了法甲最佳陣容

## 國際生涯
2022年3月，29歲的克洛斯首次獲得法國國家足球隊的徵召，當時的國家隊主教練迪迪埃·德尚選擇他參加與科特迪瓦和南非的友誼賽。